# Pamplona (Colombia)
Pamplona es un municipio colombiano, ubicado en el departamento de Norte de Santander. Fue la capital de la Provincia de Pamplona y su economía está basada en la gastronomía, la agricultura, el turismo (especialmente el turismo religioso) y la educación. Se le conoce como la "Ciudad Mitrada", debido a que en ella se instauró la Arquidiócesis de Nueva Pamplona, la primera diócesis católica de la región nororiental del país. La Universidad de Pamplona, destacada universidad pública de la región, tiene su sede principal en la ciudad. Su población es 59 422 habitantes (2020).
Está localizada en la Cordillera Oriental de los Andes colombianos, a una altitud de 2200 m s. n. m., en la zona suroccidental de Norte de Santander. Su extensión territorial es de 1.176 km² y su temperatura promedio de 14 °C. Limita al norte con Pamplonita, al sur con Cácota y Chitagá, al oriente con Labateca y al occidente con Cucutilla. Está conectada por carreteras nacionales con las ciudades de Cúcuta, Bucaramanga, Bogotá y Arauca. 
Pamplona es nudo estratégico, vial y centro del oriente colombiano, pues desde ella, en la época de la colonia, partieron las expediciones, en las que se fundaron las ciudades capitales de los departamentos colombianos de Arauca, Norte de Santander y Santander, y de los estados venezolanos de Táchira y Mérida, siendo así reconocida como la ciudad fundadora de ciudades.

## Historia
Pedro de Ursúa y el capitán Ortún Velázquez de Velasco fundaron la ciudad el 1 de noviembre del año 1549 y la bautizaron con el nombre de "Pamplona de Indias", en homenaje y memoria de la ciudad española de Pamplona. El Rey Carlos I de España le otorgó el título de "Muy noble y muy hidalga ciudad" por su Real Cédula, el 3 de agosto de 1555.
Lo anterior ocurrió en un portentoso valle que se llamó el Valle del Espíritu Santo (por haber sido descubierto en la víspera de Pentecostés, según relata Maldonado y col., (1983), rodeado de altos cerros y de temperatura fría y húmeda, por 136 aventureros. Quedó la ciudad de Ursúa, como se suele llamarla, dividida en ciento treinta y seis solares para cada uno de los entonces fundadores. 
Enmarcada Pamplona sobre la Cordillera Oriental, ostenta la hermosura de su pequeño valle, dormida al suave arrullo de su río Pamplonita, el mismo que arrullara en sus ondas las cunas de sus moradores ancestrales los Chitareros, los Muiscas, Cacheguas, Suratáes, Uchamas, Babichas y otros.
Los primeros alcaldes de Pamplona fueron Alonso de Escobar y Juan Vasques; y los primeros regidores Juan de Alvear, Andrés de Acevedo, Hernando de Mescua, Juan de Tolosa, Sancho de Villanueva, Juan Andrés, Juan Rodríguez Suárez, Pedro Alonso, Juan de Torres y Beltrán de Unsueta: "Genealogías de Ocáriz".
Desde allí partieron las expediciones que fundaron, entre otras, las poblaciones de Mérida, San Cristóbal y La Grita, en Venezuela, y Ocaña, Salazar de Las Palmas, Chinácota, San Faustino, Bucaramanga y San José de Cúcuta en Colombia.
Los habitantes de lo que hoy es la provincia de Pamplona fueron llamados chitareros por los españoles, porque los hombres tenían la costumbre de portar sujeto a la cintura un calabazo o totuma con chicha o vino de maíz como le dijeran los españoles. Preguntando cómo se llamaba el sujeto que cargaban, ellos respondían que era un chitarero.
Cuando la zona fue ocupada por Pedro de Ursúa y Ortún Velasco de Velázquez en 1549, redujeron a los primitivos pobladores al régimen de encomiendas. Alrededor de 100 grupos o capitanejos fueron repartidos en 53 encomiendas por todo el territorio, según el investigador Jaime Jaramillo Uribe. El 16 de enero de 1644 hacia las cinco de la mañana la ciudad fue devastada por un terrible terremoto, tras lo cual y bajo la dirección de los hermanos jesuitas, la ciudad de Pamplona se levantó de nuevo (Maldonado y col., 1983).

### Ubicación
Localizada en una importante ruta comercial entre el Nuevo Reino de Granada y la Capitanía de Venezuela, con tierras de maravillosa fertilidad y con yacimientos auríferos en Montuosa y en Vetas, se erigió en uno de los territorios más ricos de la colonia, sólo competido por la provincia del Socorro, lo que contribuyó a que fuera considerada un eje político y administrativo de la Corona española desde la época de la conquista.

### Ciudad Patriota
Mereció el apelativo de “Ciudad Patriota”, como la calificó el Libertador Simón Bolívar por haber sido pionera de la revolución neogranadina al proclamar su Independencia el día 4 de julio de 1810, en persona de doña Águeda Gallardo de Villamizar (libertad que se declaró finalmente el 31 de julio del mismo año con una Asamblea Provisional), y posteriormente, entre 1819 y 1821, por haber contribuido notablemente con recursos humanos y económicos para la gesta libertadora de Colombia y Venezuela. 'Pamplona' fue tan importante como Bogotá.
En 1910, con la creación del departamento de Norte de Santander, se incluyó dentro de su jurisdicción política, integrándose como la Provincia de Pamplona, que a su vez está conformada por los municipios de Cácota de Velasco, Cucutilla, Chitagá, Labateca, Mutiscua, Pamplonita, Toledo y Silos.
Culturalmente cabe resaltar un sinnúmero de actividades que trascienden los planos nacional e internacional, que hacen de la Ciudad Estudiantil un epicentro turístico que bien vale la pena compartir: la Semana Mayor -que junto con las celebraciones de Mompox y Popayán son las más importantes del país.
Pamplona pertenece a la Región sur-occidente del Departamento, junto con los municipios de Pamplonita, Chitagá, Silos, Cácota y Mutiscua. 
Se destaca dentro del área urbana su centro histórico (declarado como Monumento de Interés Nacional según Decreto 264 de 1963), por mucho tiempo ha sido el principal centro educativo del oriente colombiano y de Táchira y Mérida en Venezuela, por lo cual ha sido catalogada como ciudad estudiantil con amplio impacto en formación universitaria sobre la región, se identifica igualmente por la solemnidad de sus celebraciones religiosas, eventos que cuenta con amplia presencia de personas provenientes de otros lugares del país y del Táchira en Venezuela.
A Pamplona se la conoce como la "Ciudad de los mil títulos" gracias a sus inmunerables apelativos, entre los cuales destacan: Ciudad Mitrada, La Atenas del Norte, Ciudad Universitaria, Ciudad de las Neblinas, Pamplonilla la Loca, Ciudad Estudiantil, Ciudad Patriota, Muy noble y muy hidalga ciudad, Ciudad de Ursúa, etc.

## Geografía

### Localización y límites
Está situada en las coordenadas 72°39′ de longitud al oeste de Greenwich y a 7° y 23' de latitud norte. Se encuentra situada a 2200 metros sobre el nivel del mar.
Pamplona, limita al norte con Pamplonita y Cucutilla, al sur con los municipios de Cácota y Mutiscua, al oriente con Labateca y al occidente con Cucutilla. Tiene una extensión total de 456 km

### División político-administrativa
Administrativamente está compuesta por 2 corregimientos y 30 veredas. Cuenta con dos ríos: Pamplonita y Sulasquilla, y sus respectivos afluentes: El Alisal, La Ramada, Quelpa, San Agustín, Monteadentro y La Lejía.
Está conformada por las siguientes veredas:
Cariongo, Alto Grande, Caima, Alizal, Santa Ana, El Rosal, Ulagá, Fontibón, Monteadentro, El Zarzal, Navarro, San Agustín, Chínchipa, Chilagaula, Peñas, Cúnuba, Tampaqueba, Iscaligua, Cimitarigua, García, Chíchira, Jurado, Escorial, Sabaneta, el Palchal, Llano Castro, Tencalá, San Francisco, Sabagúa, Alcaparral.

### Topografía
El municipio está situado sobre la cordillera Oriental, en la bifurcación del gran Nudo de Santurbán donde se divide en dos ramales:uno que toma la dirección nororiental hacia territorio venezolano y otro que se dirige al noroeste a formar la serranía de los Motilones.

### Provincia de Pamplona
La Provincia de Pamplona es una agrupación de municipios que rodean a Pamplona, la quinta ciudad del departamento de Norte de Santander. 
Los municipios que componen esta pequeña conurbación son:
Pamplonita, Chitagá, Silos, Cácota y Mutiscua. Su núcleo principal dista 75 km de Cúcuta.

## Economía

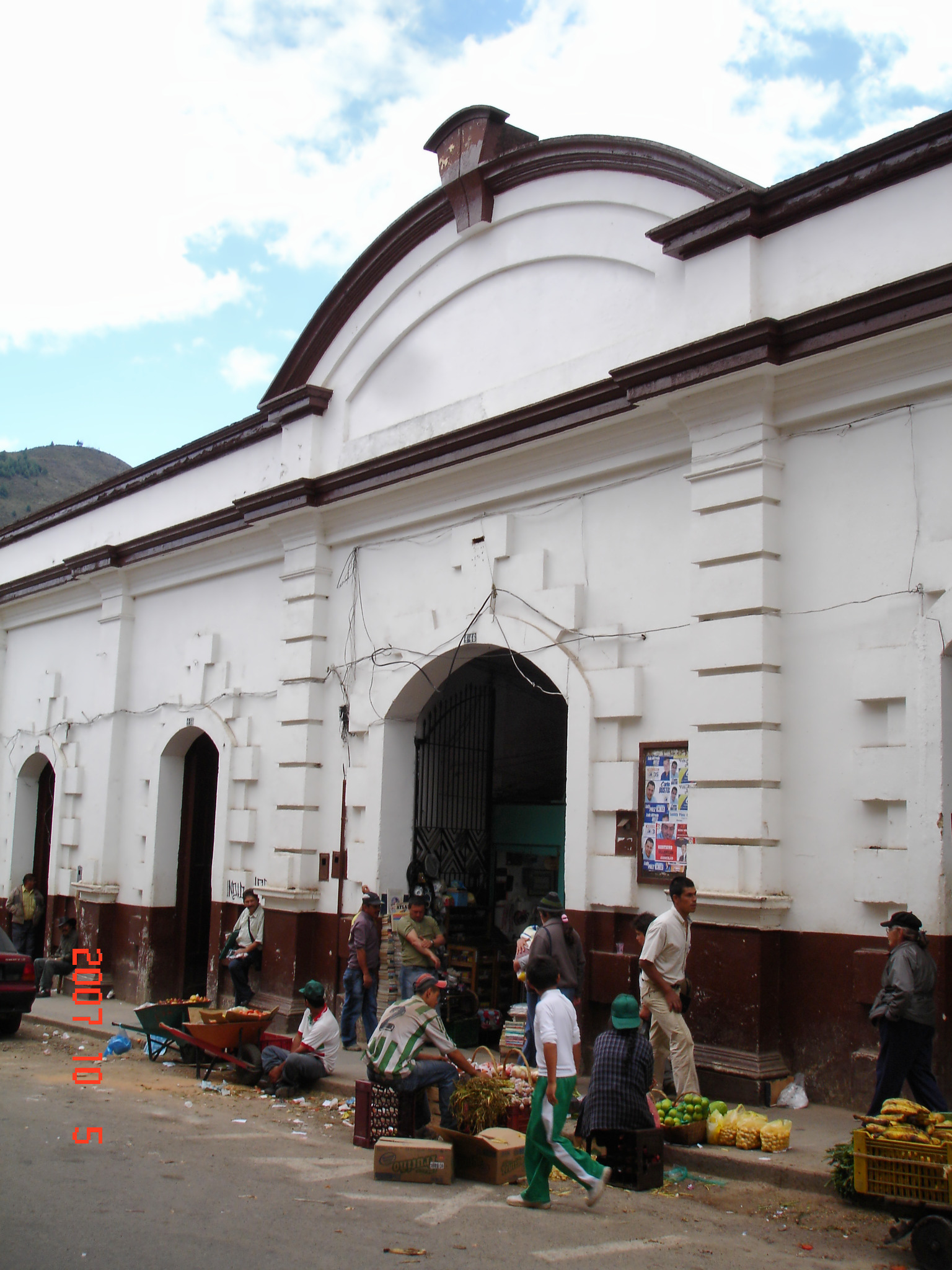
Edificio del Mercado Cubierto.

La economía de la ciudad está basada principalmente en la educación, por ser sede de la Universidad de Pamplona. Los estudiantes son los principales dinamizadores de la economía de la ciudad pues no solo representan un nodo del sector de arrendamientos temporales, sino que son los mayores consumidores de establecimientos alimenticios, centros nocturnos y la oferta comercial que contiene la ciudad.
En cuanto a producción agrícola, la papa es su principal producto, le siguen la fresa, el ajo, el trigo, el morón, el maíz, el fríjol, la arveja, la zanahoria, entre otros. En cuanto a explotación pecuaria se tienen bovinos, porcinos, piscicultura, cunícula y aves de corral.

## Turismo

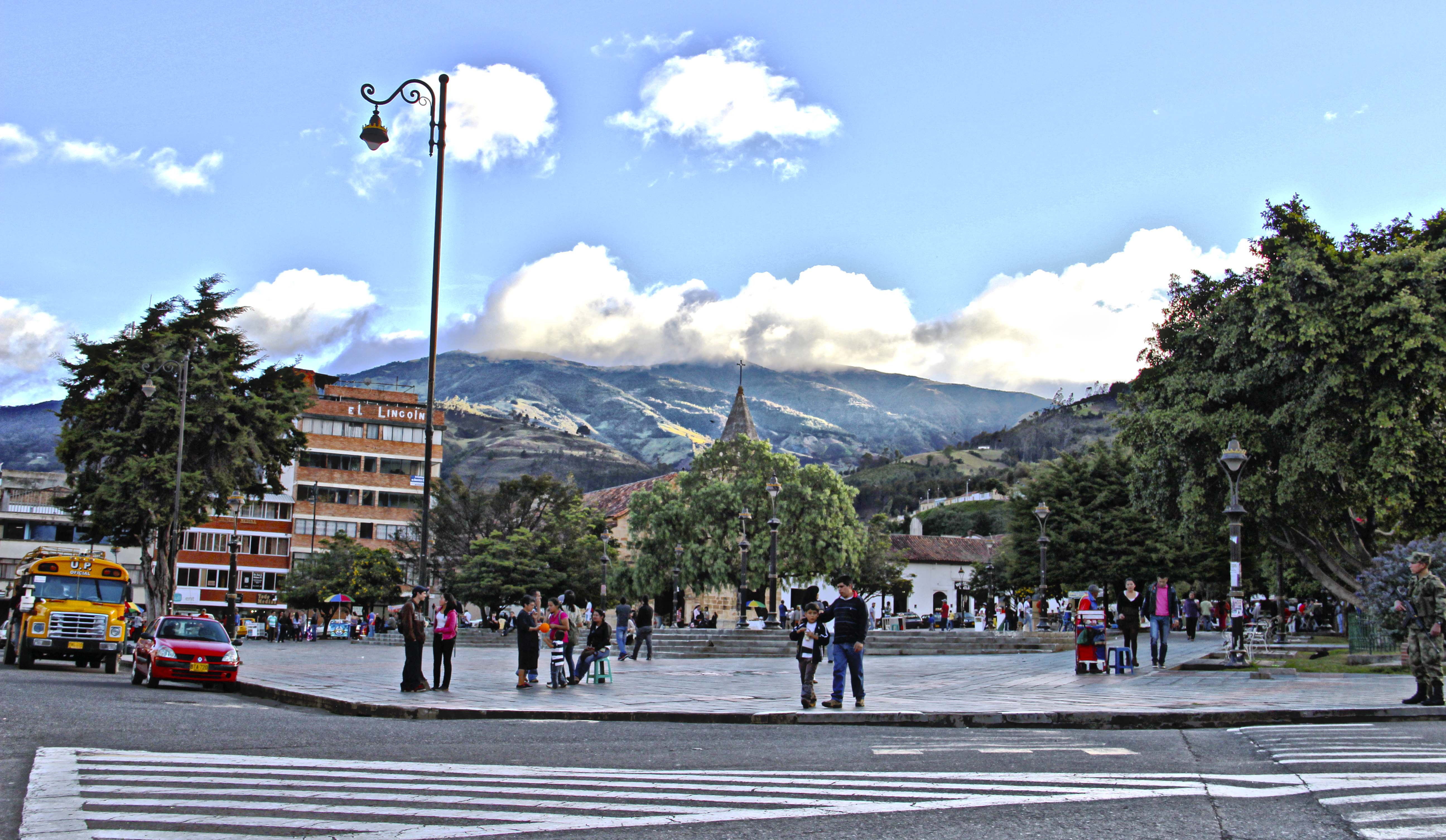
Parque Águeda Gallardo en 2012, aprox. antes de su remodelación en diciembre de 2013.

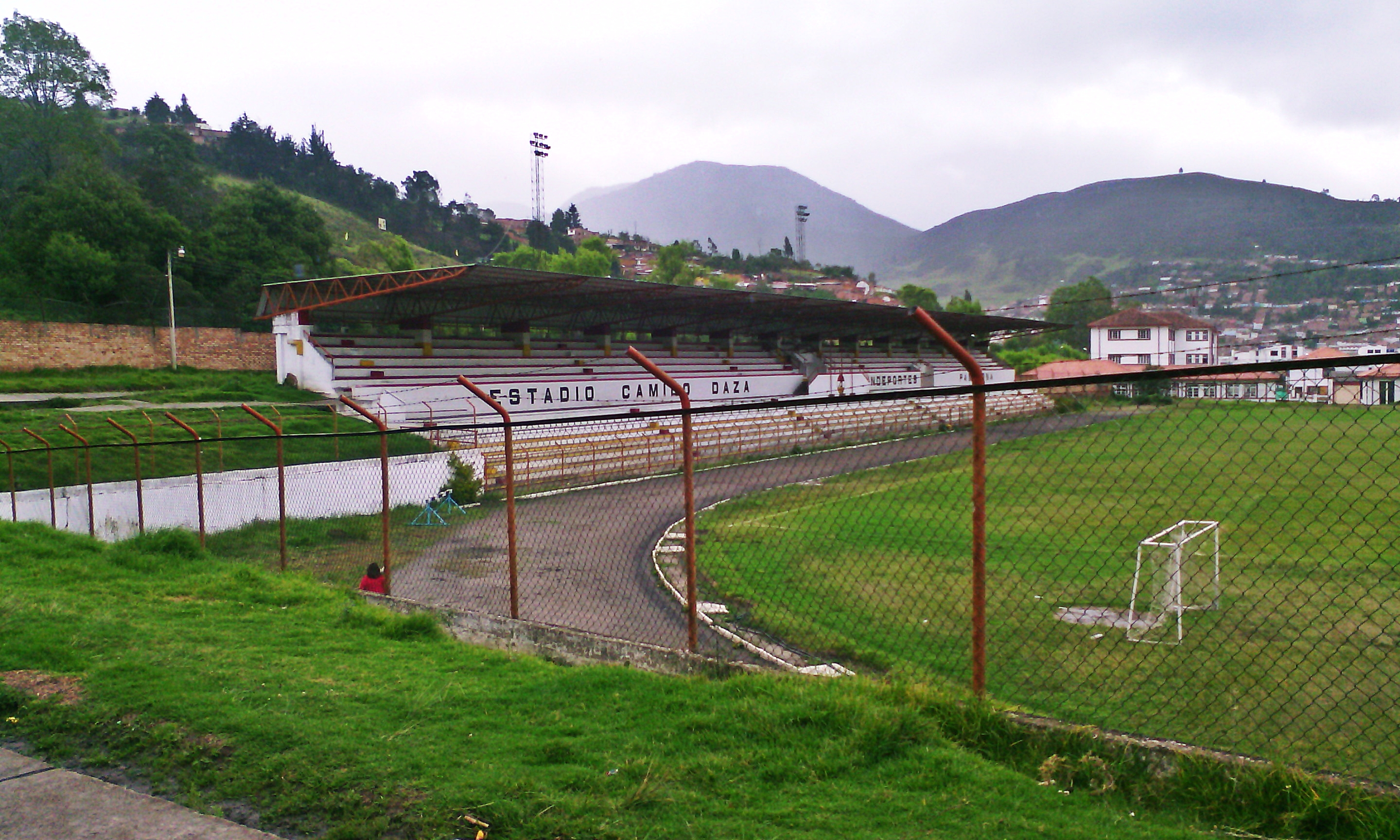
Estadio Camilo Daza.

### Sitios de interés
- Parque Águeda Gallardo: Ubicado en el centro de la Ciudad, a su alrededor está la arquitectura colonial más representativa: la Casa de Doña Águeda Gallardo, la Catedral Santa Clara, la Casa de Mercado, el Palacio Arzobispal, el Palacio Municipal, el Museo de Arte Moderno; edificación que fuera la residencia de Don Juan Maldonado de Ordóñez y Villaquirán, fundador de la ciudad de San Cristóbal, sucursales de entidades bancarias, diferentes oficinas y locales comerciales.

- Catedral de Santa Clara: Antigua iglesia del convento de Santa Clara, construida en 1584 por doña María Velásquez, hija del fundador de la ciudad don Ortún Velásquez de Velasco. Luego de varias transformaciones en su estructura, a principios de la década de 1980 por orden de monseñor Mario Revollo, arzobispo de la ciudad, se da inicio a los trabajos de restauración que culminaron en 1984, año en que se conmemoraron 400 años después su fundación. El proceso de restauración, dirigido por el arquitecto Humberto Guerrero, obtuvo el Premio Nacional de Restauración en la XII Bienal de Arquitectura. En esta catedral es donde se llevan a cabo las ceremonias de ordenaciones sacerdotales y las honras fúnebres de los sacerdotes. Actualmente la catedral de Nueva Pamplona es la más importante de Norte de Santander al tener rango de Arquidiócesis. En ella también se encuentra un mausoleo en donde reposan los restos mortales de obispos, arzobispos y sacerdotes de la región. La catedral es actualmente dirigida por el presbítero Samuel Jaimes.

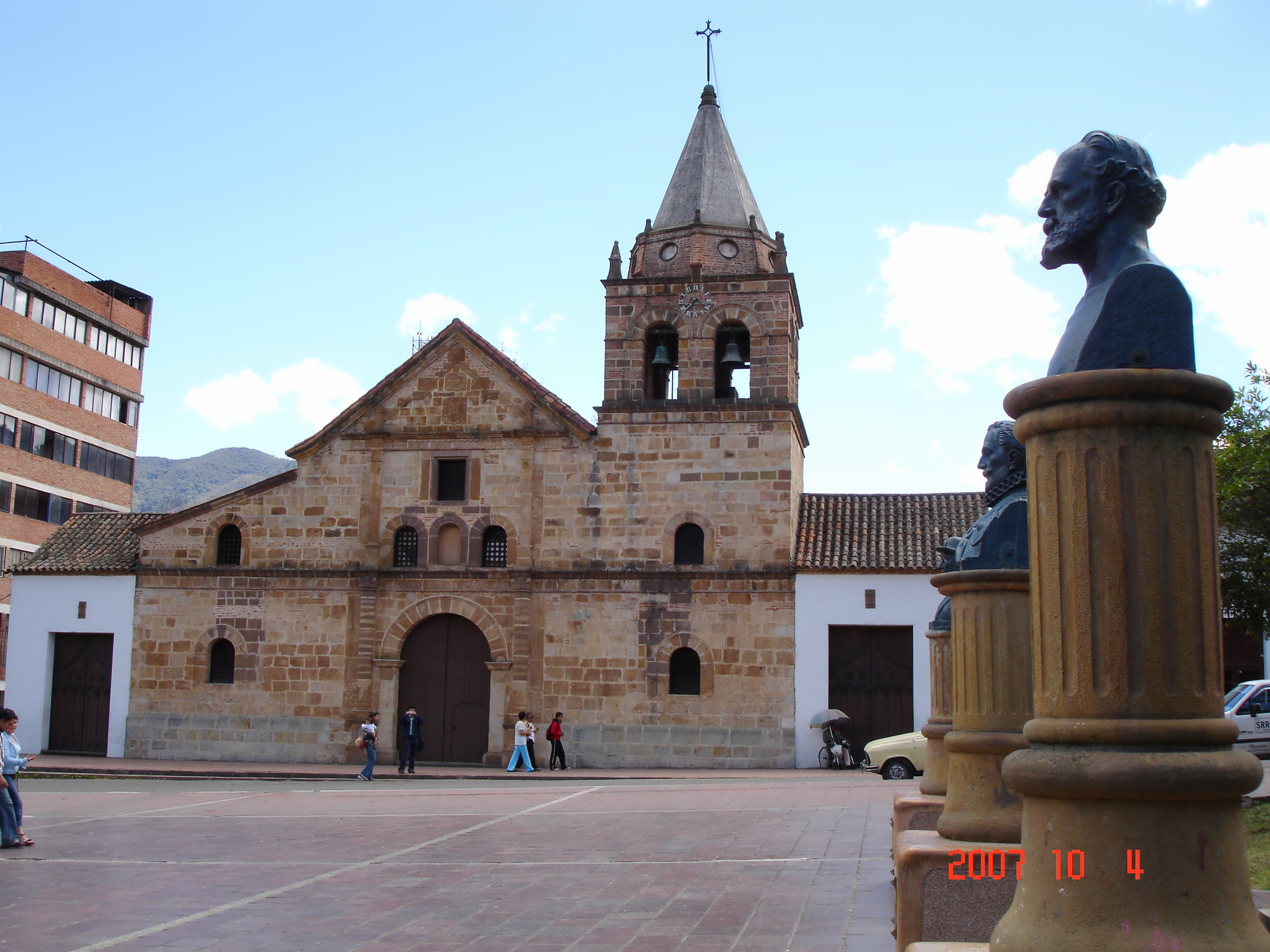
Catedral Metropolitana de Santa Clara.

- Santuario del Señor del Humilladero: La ermita del Señor del Humilladero data de los primeros años después de la fundación de la ciudad. Fue en sus inicios sencilla, pequeña y cubierta de paja, enriquecida paulatinamente por sus fieles. De 1605 a 1613 se realizaron los trabajos de albañilería que la convertiría en una iglesia amplia y digna para albergar una de las joyas más valiosas y veneradas por el pueblo pamplonés: la talla del “Santo Cristo del Humilladero” o "Señor del Humilladero", obra Renacentista Europea de la primera mitad del siglo XVI, acompañada de las esculturas de los dos ladrones talladas en la ciudad en 1595, por el maestro Juan Bautista de Guzmán. Para fines de la década de 1980 se lleva a cabo el proceso de restauración del templo que culmina en 1989 convirtiendo el santuario en Parroquia del Señor del Humilladero.

- Palacio Arzobispal: Fue levantado en el mismo sitio donde tuvo su residencia la noble familia Rangel de Cuellar, vinculada patrióticamente a la fundación de Pamplona, Cúcuta y Salazar de las Palmas. Desde 1837 es residencia de los obispos y posteriormente de los arzobispos. En 1943 Este hermoso palacio fue mandado remodelar por el entonces obispo de Nueva Pamplona, Monseñor Rafael Afanador y Cadena, cuyo periodo episcopal ha sido el más largo de la ciudad (40 años) siendo este el último obispo de Nueva Pamplona, antes de ser elevada a la categoría de Arquidiócesis en 1956. El actual arzobispo es Monseñor Jorge Alberto Ossa Soto (nombrado por el papa Francisco en 2019).

- Casa de las Cajas Reales: Ha sido a través de los años: Residencia del Gobernador, Cuartel del Primer Batallón de Milicias (1809), Palacio de Gobierno de Pamplona, Gobernación de la Provincia y Palacio de Gobierno del Estado Soberano de Santander. A partir de la década de 1970 hasta la actualidad, se encuentra en ella las dependencias del Servicio Nacional de Aprendizaje SENA.

- Casa de Águeda Gallardo de Villamizar: Su construcción se remonta a la segunda mitad del siglo XVI, se celebraron en ella hechos históricos en diferente época; uno de ellos fueron las reuniones previas al golpe o grito de independencia del 4 de julio de 1810. Al finalizar la gestión del Presidente Nortesantandereano, Virgilio Barco Vargas, lo que hoy por hoy se conoce como “Casa Águeda” fue adquirida por inmuebles nacionales para su restauración.[4] En 2001 abre sus puertas al público para convertirse en Biblioteca Virtual, administrada por la Universidad de Pamplona y recinto de eventos culturales.

- Museo de Arte Moderno Ramírez Villamizar: Inaugurado por el entonces presidente de Colombia Virgilio Barco en 1990, el museo alberga entre sus colecciones la obra del artista y escultor pamplonés Eduardo Ramírez Villamizar. Además, se pueden admirar obras de los artistas más destacados de la Plástica Nacional como Edgar Negret, Omar Rayo, Juan Antonio Roda, entre otros. Junto al pie del magnolio ubicado en esta casona reposan las cenizas del maestro Ramírez Villamizar. *Museo de Arte Moderno Ramírez Villamizar Esta construcción llamada también la casa de las marías era el lugar de reposo y paso del libertador Simón Bolívar durante la campaña libertadora.

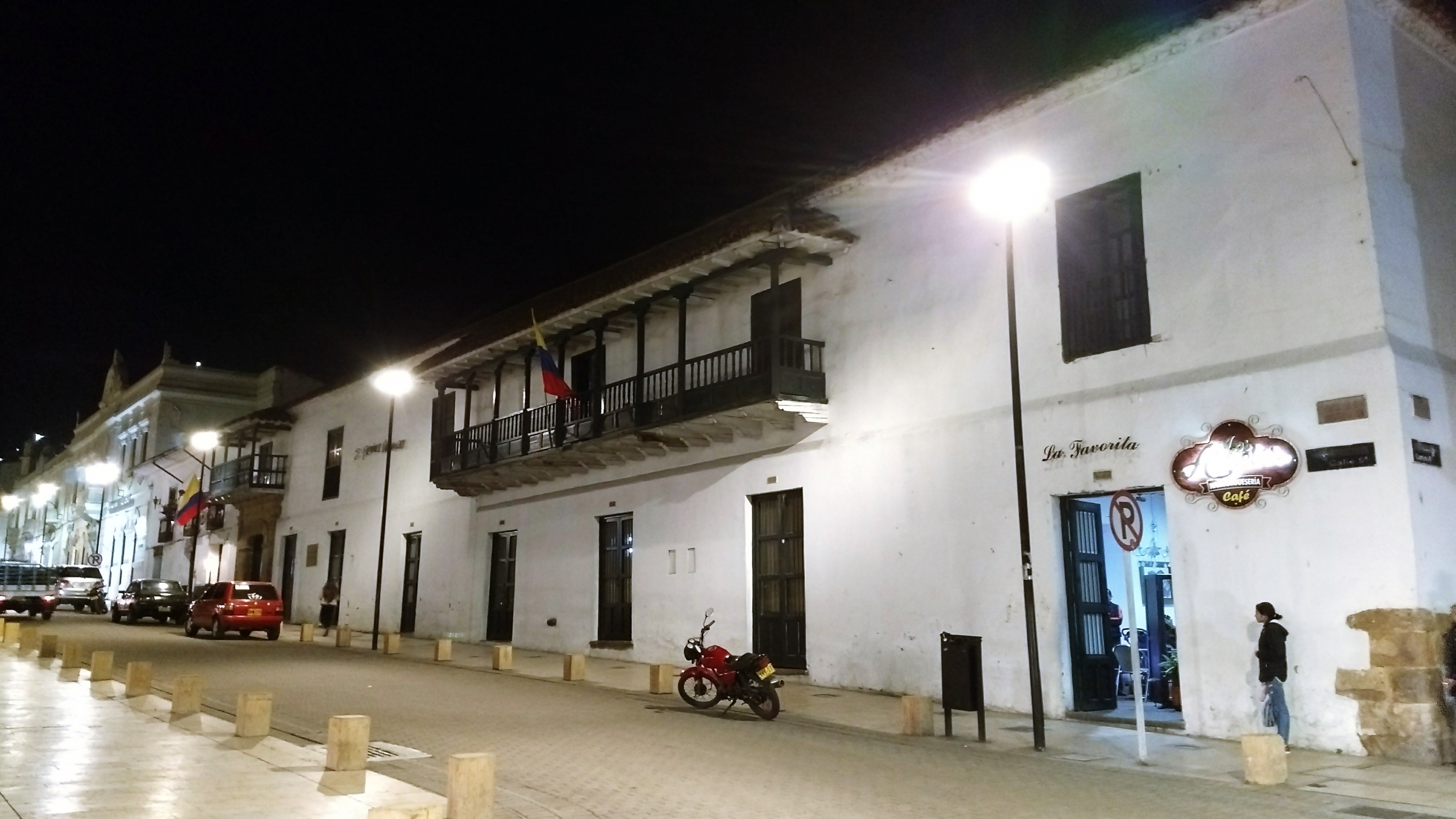
Museo de Arte Moderno Ramírez Villamizar, entre la carrera 6.ª y la calle 5.ª.

- Museo de Arte Religioso: Inaugurado en 1990, nace bajo la necesidad de proteger y conservar el patrimonio Artístico Religioso que a través de los tiempos y los acontecimientos históricos de la ciudad se han logrado rescatar y mantener. Actualmente la colección del museo está constituida por obras de la Época Colonial como pintura, escultura, orfebrería, ornamentos y por otros objetos de carácter Religioso.[5]
- Casa Colonial: Fundado en 1960 por el entonces presidente Alberto Lleras Camargo, fue el primer museo del departamento Norte de Santander. Es un museo en el cual se puede apreciar las diferentes etapas de la colonización e independencia de la ciudad mitrada. En la actualidad, también funciona en el inmueble el Instituto de Cultura y Turismo de Pamplona.
- Casa Anzoátegui: Fundada en el año de 1989 con el carácter de monumento nacional en memoria del general José Antonio Anzoátegui, el museo resalta la vida de este ilustre personaje, héroe en la campaña libertadora y su protagonismo en la batalla del 7 de agosto de 1819. También se conserva el registro notarial de la vida colonial y republicana de la ciudad de los años 1534 a 1990.
- Capilla del Niño Huerfanito: Capilla perteneciente al convento de las Hermanas Clarisas. Se venera la imagen del Niño Huerfanito, el cual a pesar de los destrozos que sufrió la capilla, se conservó intacta con una leve inclinación de la cabeza y su mano bendiciendo, cuenta la leyenda, a su propietaria, una de las monjas perteneciente al claustro de las hermanas clarisas.
- Iglesia Nuestra Señora del Carmen: Es una de las más antiguas y joya arquitectónica de la ciudad. Durante su festividad religiosa se reúne el gremio de transportadores de la región y feligreses para venerar a su patrona cada 16 de julio.
- Parroquia Mayor de Nuestra Señora de las nieves: También conocida como Iglesia de Santo Domingo, es uno de los templos religiosos más antiguos de la ciudad. Su fundación data del año 1553 y fue la primera parroquia creada en la antigua diócesis de Pamplona. También durante sus primeros años fungió como Catedral diocesana hasta que su templo fue destruido por el terremoto del 1875 y a partir de entonces el culto de la Catedral se trasladó provisionalmente a la Iglesia de Santa Clara. A principios del siglo XX el templo fue reconstruido a unas cuadras de su ubicación original.
- Parroquia de San Francisco de Asís: Fundada en 1975, es una de las parroquias creadas más recientemente en la ciudad, cuyo templo religioso de corte moderno fue construido entre finales de la década de los 70 y mediados de la década de los 80.
- Capilla del Seminario Mayor: Esta capilla fue realizada con un profundo contenido teológico y espiritual para ser lugar propicio de oración y meditación. Ubicada en el Seminario Mayor Santo Tomás de Aquino, luego de varios años de construcción fue terminada en 1958. Es el único templo religioso de la ciudad, que conserva vitrales, pinturas en sus paredes y puertas talladas en madera. Estos trabajos fueron realizados por artistas europeos, como el pintor húngaro Emericus Mosdossy de Batta y Walter Wolff, entre otros.[6]
- Campus Universitario: También conocida como Ciudadela Universitaria, es la actual sede principal y administrativa de la Universidad de Pamplona. Construida entre 1997 y 2001 en reemplazo de su sede original, cuyas instalaciones se encontraban en una antigua casa colonial ubicada en el centro de la ciudad, lo que actualmente se conoce como la sede de la facultad de Artes-Humanidades y el programa de Arquitectura de la universidad.

### Festividades
- Semana Santa o Semana Mayor: Una de las más reconocidas a nivel nacional e internacional, donde congrega peregrinos de todas las regiones de Colombia y Venezuela. A través de sus tradicionales procesiones se da una gran participación de la Hermandad de Nazarenos de Pamplona, quienes en recorrido llevan los tradicionales pasos (imágenes) por las diferentes calles de la ciudad, acompañados por las jóvenes "sahumadoras" y los llamados "Caballeros de la Santa Cruz"; estos últimos conformados por estudiantes del Colegio Seminario Menor Santo Tomas De Aquino. Así como también la participación de todas las autoridades civiles, militares, educativas de Pamplona. La Semana Santa en Pamplona es considerada Patrimonio Cultural e Inmaterial de la Nación por la Ley 1645 del 12 de julio de 2013.
- Festival Internacional Coral de Música Sacra: Se lleva a cabo durante la Semana Santa en los diferentes templos religiosos y recintos culturales de Pamplona desde 2003.
- Ferias y Fiestas del Grito de Independencia: Se llevan a cabo durante la última semana del mes de junio y culminan el 4 de julio, día de la conmemoración del Grito de Independencia de Pamplona dado el 4 de julio de 1810. Dentro del marco de las ferias y fiestas, se celebran diferentes actividades, entre ellas:
  - Festival Nacional de Danza Folclórica por Parejas y Encuentro Departamental de Escuela de Formación en Danzas.
  - Feria de la Cuca, el Dulce, el Pan y la Colación Pamplonesa.
  - Tradicional carrera de carritos de madera
  - Feria Artesanal.
  - Desfile de Carrozas y autos clásicos.
  - Festival de Orquestas.
- Fundación de Pamplona: Se celebra el día 1.º de noviembre.
- Solemne Fiesta del Niño Huerfanito: Se lleva a cabo a mediados del mes de enero en la capilla del mismo nombre.
- Solemne fiesta en honor a Nuestra Señora del Carmen: Celebrada el 16 de julio.
- Solemne Fiesta del Señor del Humilladero: Se celebra entre la primera y segunda semana del mes de septiembre.

### Personas destacadas
| Alcaldes más recientes | Alcaldes más recientes                                                                                        | Alcaldes más recientes            |
| Periodo                | Alcalde | Partido o movimiento político     |
| ---------------------- | --- | --------------------------------- |
| 2001-2003              | Klaus Faber Mogollón                                                                                          | Juventud y energía para Pamplona  |
| 2004-2007              | Carlos Armando Bastos Fernández                                                                               | Partido Conservador               |
| 2008-2011              | Klaus Faber Mogollón                                                                                          | Partido Social de Unidad Nacional |
| 2012-2015              | Carlos Arturo Bustos Cortés                                                                                   | Partido Conservador               |

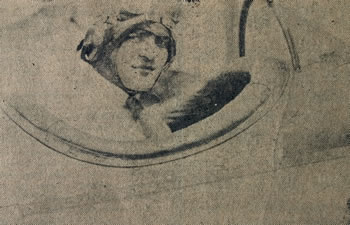
Camilo Daza fue un pionero de la aviación colombiana.

| 2016-2019              | Ronald Contreras Flórez, 2016-2017 Mohamad Nayeh Amra Dayekh (e), 2017 Reinaldo Silva Lizarazo (e), 2017-2019 | Centro Democrático                |
| 2020-2023              | Humberto Pisciotti Quintero                                                                                   | Colombia Renaciente               |
| 2024-2027              | Klaus Faber Mogollón                                                                                          | Pamplona corazón de todos         |

## Atención de emergencias
Pamplona cuenta con un cuerpo de Bomberos Voluntarios y miembros de la Defensa Civil Colombiana. El Cuerpo de Bomberos Voluntarios de Pamplona, atiende todo tipo de emergencias en la provincia de Pamplona, se encuentra a cargo del capitán Julio César Espinosa Cerrano y sus números de emergencia son el 119 o el 5683320.

## Ciudades hermanas
- Pamplona, España
- Tovar, Venezuela
- La Grita, Venezuela
- Pamplona, Filipinas